# Eratoneura pamelae
Eratoneura pamelae är en insektsart som först beskrevs av Hepner 1967.  Eratoneura pamelae ingår i släktet Eratoneura och familjen dvärgstritar. Inga underarter finns listade i Catalogue of Life.